# كهف لاسكو

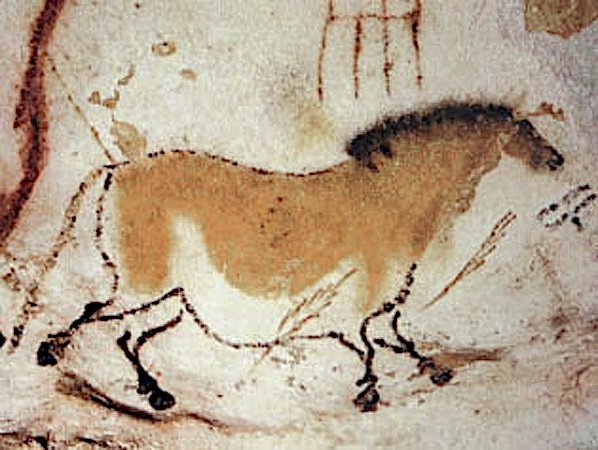
رسومات لحصان على جدران كهف لاسكو

يقع كهف لاسكو (بالفرنسية: Grotte de Lascaux)‏ في فرنسا ببلدة Montignac بمحافظة دوردونيي في جنوب غرب فرنسا على الضفة اليسرى من نهر فيزير، ويُعد الكهف الذي يبلغ طوله 100 قدم تقريباً واحد من أهم الكهوف الأثرية الزاخرة بالصور والرسوم الجدارية والنقوش المختلفة الأكثر قدماً في العالم أجمع، وقد أسهم في إثراء تاريخ الفن وفي تأسيس علم آثار ما قبل التاريخ.
المدخل الحالي لهذا الكهف مدخل أرضي بسبب انهيار السقف الحجري الجيري. ويتضمن القسم العلوي من هذا الكهف الصور الجدارية الجانبية الجميلة والثمينة.

## اكتشافه
اكتشف كهف لاسكو عام 1940 بالمصادفة أثناء لهو مجموعة من الأطفال، قدمه للجمهور عالم الأثار الأب هنري برويل وسُجِل رسمياً في سجل المباني التاريخية. وفي عام 1948 اتخذت التدابير الضرورية لاستقبال الجمهور وتلبية متطلباته المختلفة. وبدأ الاهتمام بدراسة رسوم هذا الكهف، وشروط المحافظة الطبيعية على صوره الجدارية المهمة. وبدأ الاهتمام بتفسير هذه الرسوم الجدارية وذلك بحسب مكانها في الكهف فوق طُنُف كورنيش cornice طبيعي على امتداد الصالات والممرات المختلفة على مسافة نحو مئة متر. فهناك صور جدارية توجد فقط في طارمة rotonde (بناء مستدير مقبب) تعرف باسم (قاعة الثيران الكبيرة)، وهناك صور جدارية في صالة تعرف باسم (صالة الصور)، وثمة نقوش ممسوحة.
بلغ عدد زائري كهف لاسكو نحو مئة وعشرين ألف زائر سنوياً مما يدل على أهمية هذا الاكتشاف ومدى إسهامه في تنشيط السياحة. فقد أثار اكتشاف كهف لاسكو ورسومه الجدارية ونقوشه المختلفة سرور واهتمام الأوساط العلمية المختلفة وعشاق السياحة والسفر. كما أثار مشكلة المحافظة عليه وعلى صوره الجدارية ونقوشه المختلفة؛ فجَعلت له أبواباً برونزية.
تعود صور كهف لاسكو ورسومه ونقوشه إلى العصر الحجري القديم الأعلى (المجدلاني القديم) مما يدل على أهميته زمنياً وفنياً وجمالياً، وقد حدد قياس الكربون-14 (عنصر مشع يستخدم لتحديد عمر الحفريات) تاريـخ هذه الصور بين 15000-13500 ق.م.

## الكهف والتأثيرات البيئية
افُتتح كهف لاسكو للزيارة بعد الحرب العالمية الثانية مما أدى إلى تَغّيُر المناخ داخل الكهف، وصل الإقبال على زيارة الكهف إلى 1200 زيارة في اليوم الواحد مما أدى إلى تأثيرات سلبية على ألوان النقوش والرسوم بسبب التغيرات في مستوى الإضاءة ودورة الهواء في الكهف، الأمر الذي دفع السلطات الفرنسية إلى إغلاقه عام 1963 وتحديد عدد محدود جدا من الزوار كل أسبوع، وفيما بعد أقُيم في عام 1983 كهف مماثل يبعد 200 متر عن الكهف الأصلي ويحتوي على نسخ من الرسوم وصالة الثيران.
وابتداءً من عام 1998 بدأت أنواع من الفطريات تصيب رسوم الكهف بسبب تكييف الهواء والإضاءة القوية بجانب زيادة عدد الزوار، وهو ما حاول العلماء مكافحته بوسائل متعددة. وفي يناير من عام 2008 أغلقت لسلطات الفرنسية الكهف لمدة ثلاثة أشهر حتى بالنسبة للعلماء، وسُمح بدخول شخص واحد لمدة عشرين دقيقة كل أسبوع لتفحص التأثيرات المناخية على طبيعة الكهف. وحالياً لا يُسمح بدخول كهف لاسكو سوى للعلماء للعمل داخل الكهف وذلك لأيامٍ معدودة كل شهر، ولا زالت تظهر بقع سوداء داكنة على رسوم الكهف بسبب بعض المبيدات المستخدمة في مكافحة العفن والفطريات.

## الدراسات والبحوث العلمية
أوضحت دراسة هذه الصور والرسوم والنقوش عدم التجانس فيما بينها، وعدم وجود ترابط تقاني وطرازي وأسلوبي. وأظهرت الدراسات والبحوث العلمية أن هذه الروائع الفنية القديمة المختلفة قد تمت من قبل ما يمكن أن يسمى مدارس فنية قديمة مختلفة. وقد ميز بروي اثنتين وعشرين مرحلة متتالية في صالة الثيران الكبيرة. واستطاع «غلوري» A.Glory أن يتعرف على ست طبقات جدارية رئيسة متتالية وفق الآتي:
- التخطيطات البدائية (من العصر الأول).
- رسوم الخيول بلون أسود واحد (من العصر الثاني).
- رسوم الخيول المتعددة الألوان، الحيوان الخرافي ليكورن وحيد القرن (من العصر الثالث).
- رسوم الثيران الكبيرة التخطيطية بلون أسود (من العصر الرابع).
- رسوم الغزلان وحيدة اللون الأحمر، والمتعددة الألوان ذات القوائم القاسية والقرون المتناظرة (من العصر الخامس).
- رسوم الأبقار الحمراء بقرون متناظرة (من العصر السادس).
وأوضحت البحوث والدراسات المختلفة تنوع التقانات الفنية في إبداع هذه الصور والرسوم الجدارية المختلفة:
- الطريقة الكلاسية: تخطيط الخطوط، لون من أصباغ، نموذج مجسم، نفذت بالريشة وغيرها.
- طريقة رش الألوان بالفم وغيره…
- طريقة استخدام الأنبوب المفرغ مثل عظم طائر، غصن قصب.
ومن مشاهد هذه الصور والرسوم الجدارية صورة ثور جريح يسحق رجلاً، وحصان جريح أصابته سهام بجراح، وثور ضخم، وخيول تعدو، وبيسون.
ويُقدَّر عدد نقوش الكهف بأكثر من ثلاثمائة نقش على الجوانب. وكان تخطيط الموضوع بالمنقاش يسبق وضع اللون الذي يعلوه، وقد عثر في الكهف مصادفة على أدوات أثرية وذلك في أثناء تنقيبات بروي وبلان أبيض وأخيراً غلوري (1952- 1966) مثل: المنقاش والمكشط والنصلة والسراج والصفائح الحجرية الجيرية.
وذهب بعضهم في تفسير هذه الصور والرسوم والنقوش اعتماداً على وظيفة الفن السحرية والاعتقاد بأن ذلك الفنان الساحر يجد في رسمه قوة سحرية من شأنها القبض على ذلك الحيوان وامتلاكه. وذهب باحثون آخرون مثل أندريه ليروي جورهان إلى نفي نظرية صلة الفن بالسحر؛ لأن كثيراً من رسوم الحيوانات وصورها تخلو من النصال والسهام.
يعدّ كهف لاسكو من أهم الكهوف الأثرية الزاخرة بالصور والرسوم الجدارية والنقوش المختلفة الأكثر قدماً في العالم أجمع. وقد أسهم في إغناء تاريخ الفن وفي تأسيس علم آثار ما قبل التاريخ. وإن ألوان صوره وبقاءها محفوظة أدهش المختصين ودفعهم إلى اتخاذ كل ما هو ضروري للمحافظة عليها. وجذبت جمالية هذه الروائع الفنية أنظار الفنانين، وأسهمت في تطوير الفن الحديث وإثراء تجربة كثير من فنانيه.

## صور من مغارة لاسكو

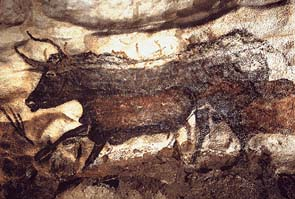
ثور
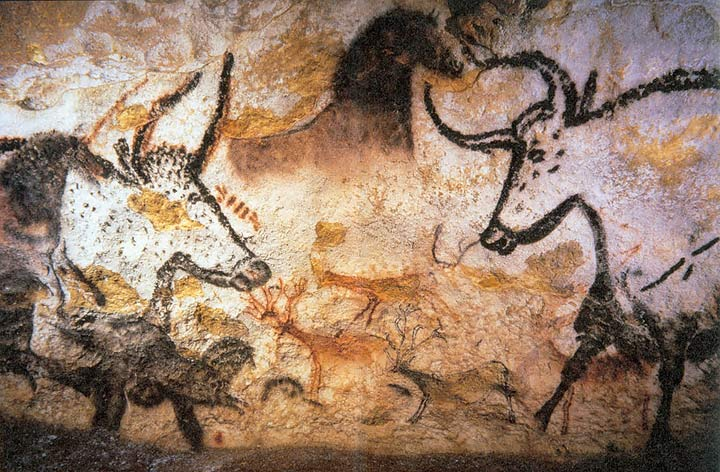
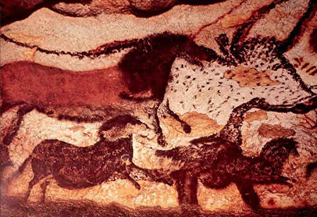
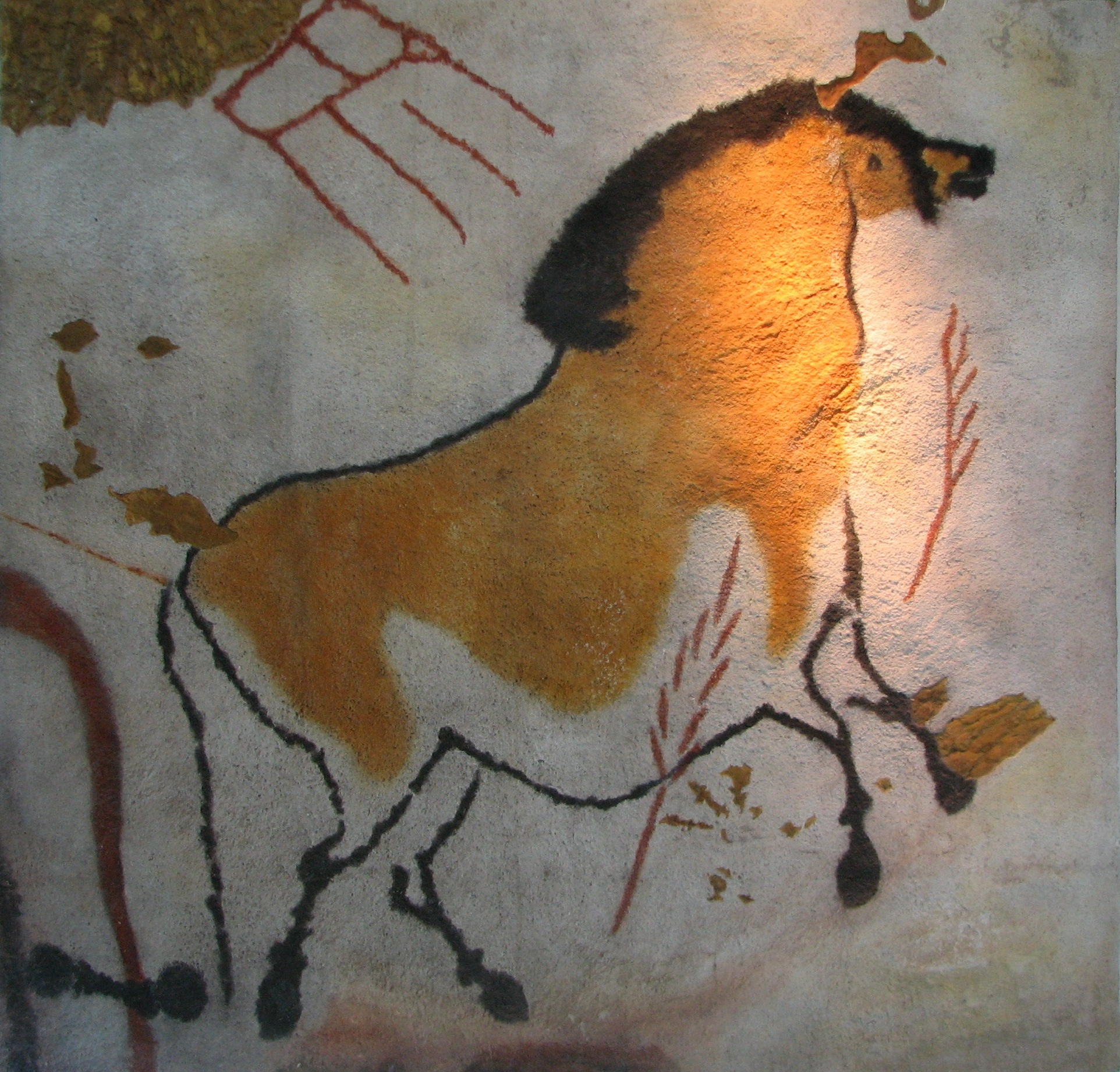
حصان
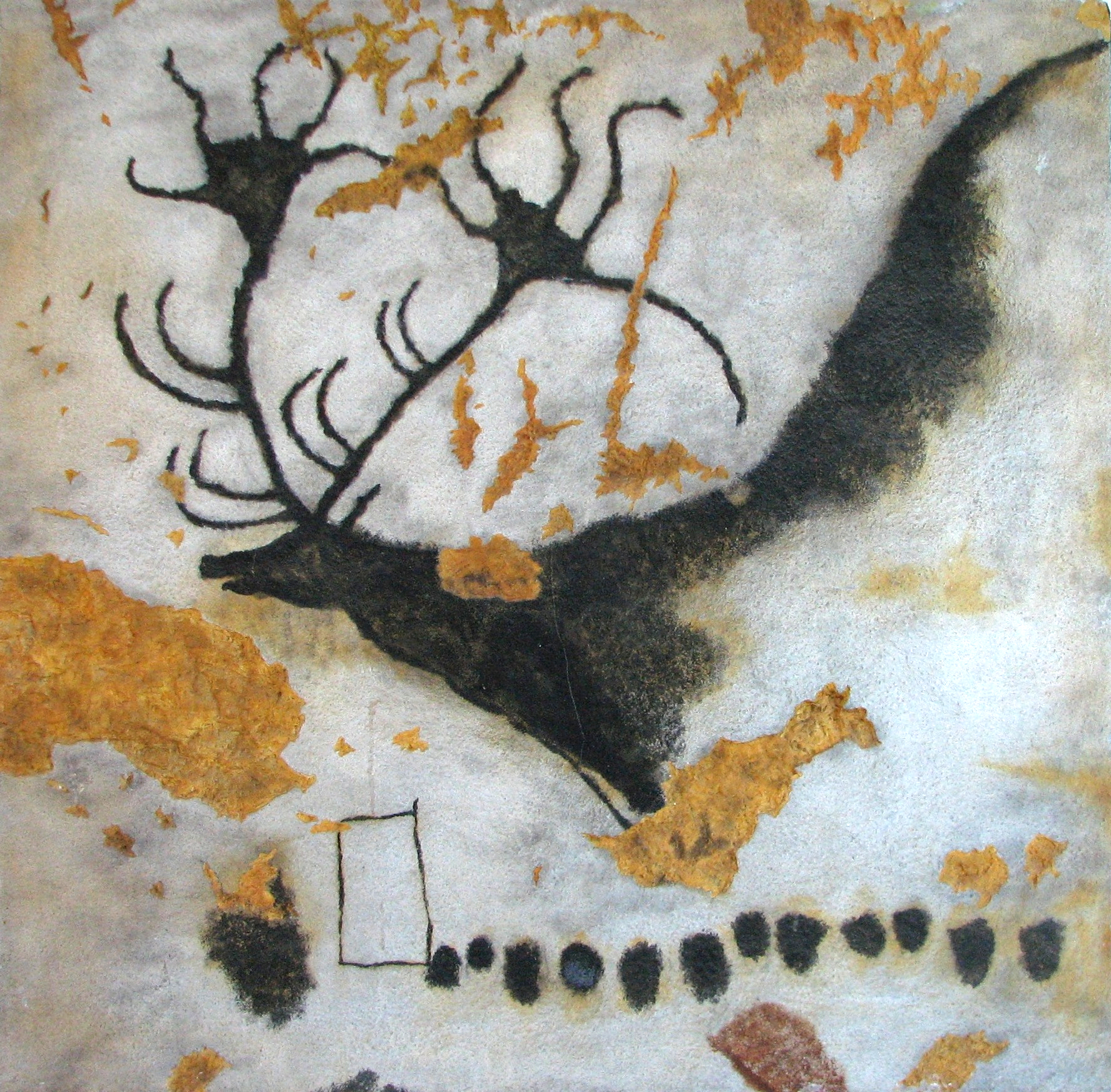
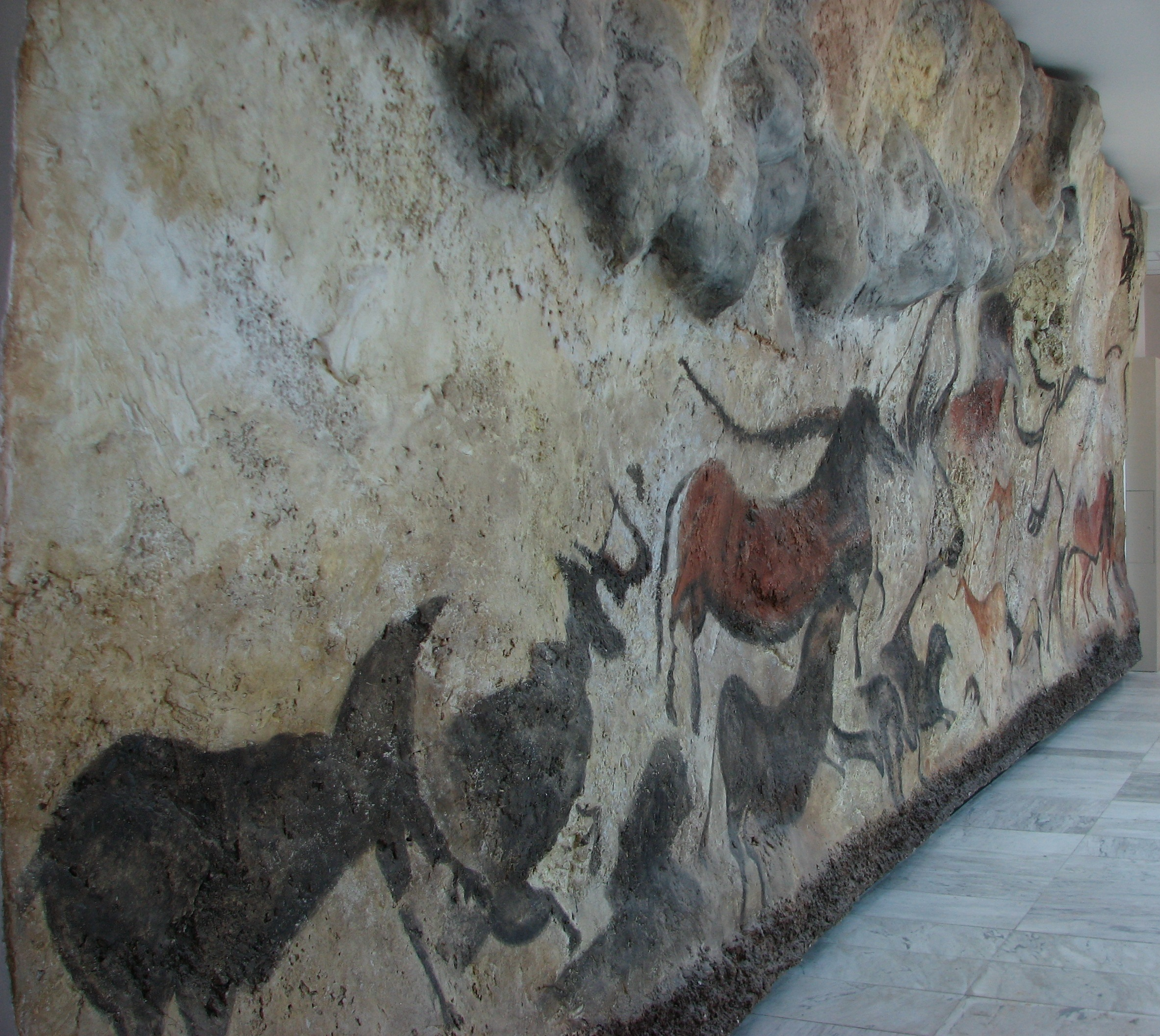
Replica de les pintures a برنو.
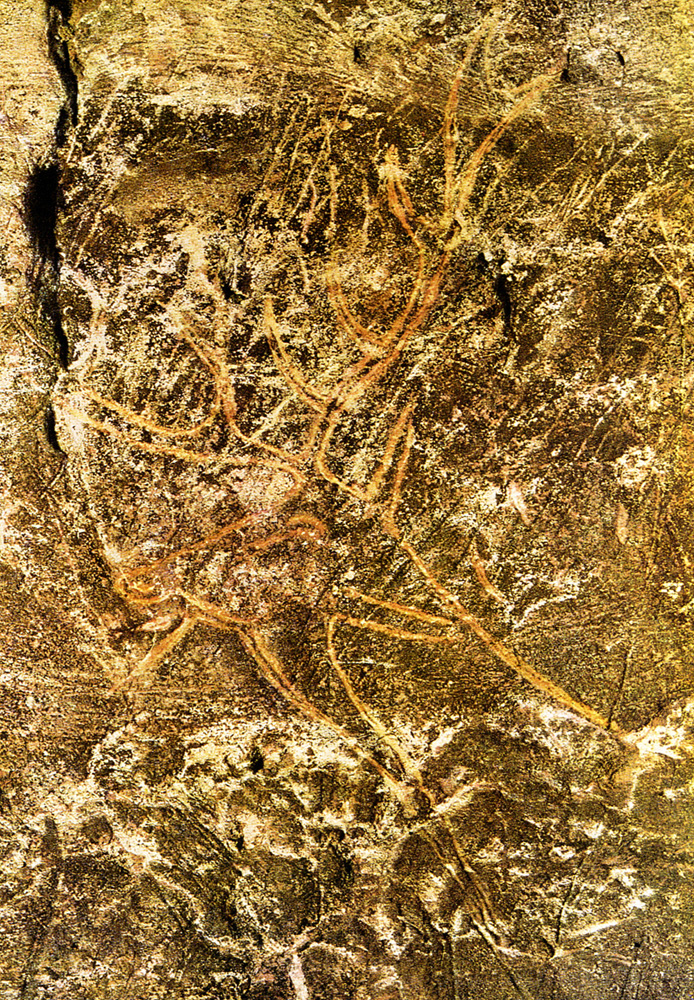
Un cerf gravé de l'Abside.
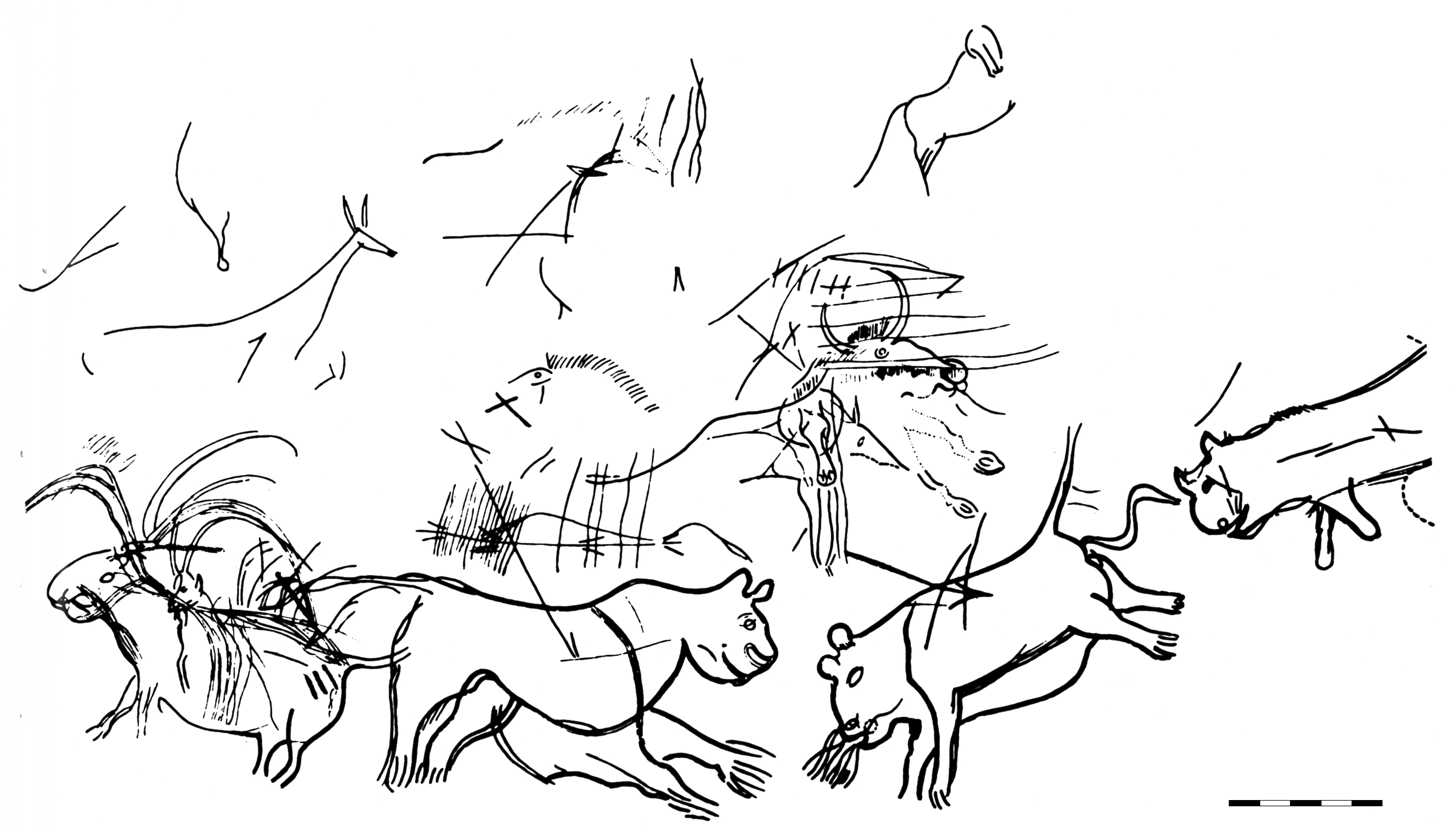
Gravures du Diverticule des félins, relevé André Glory.
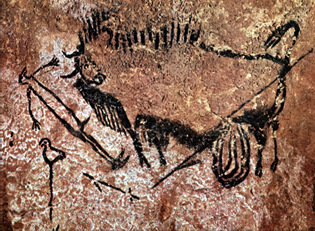
La scène du Puits
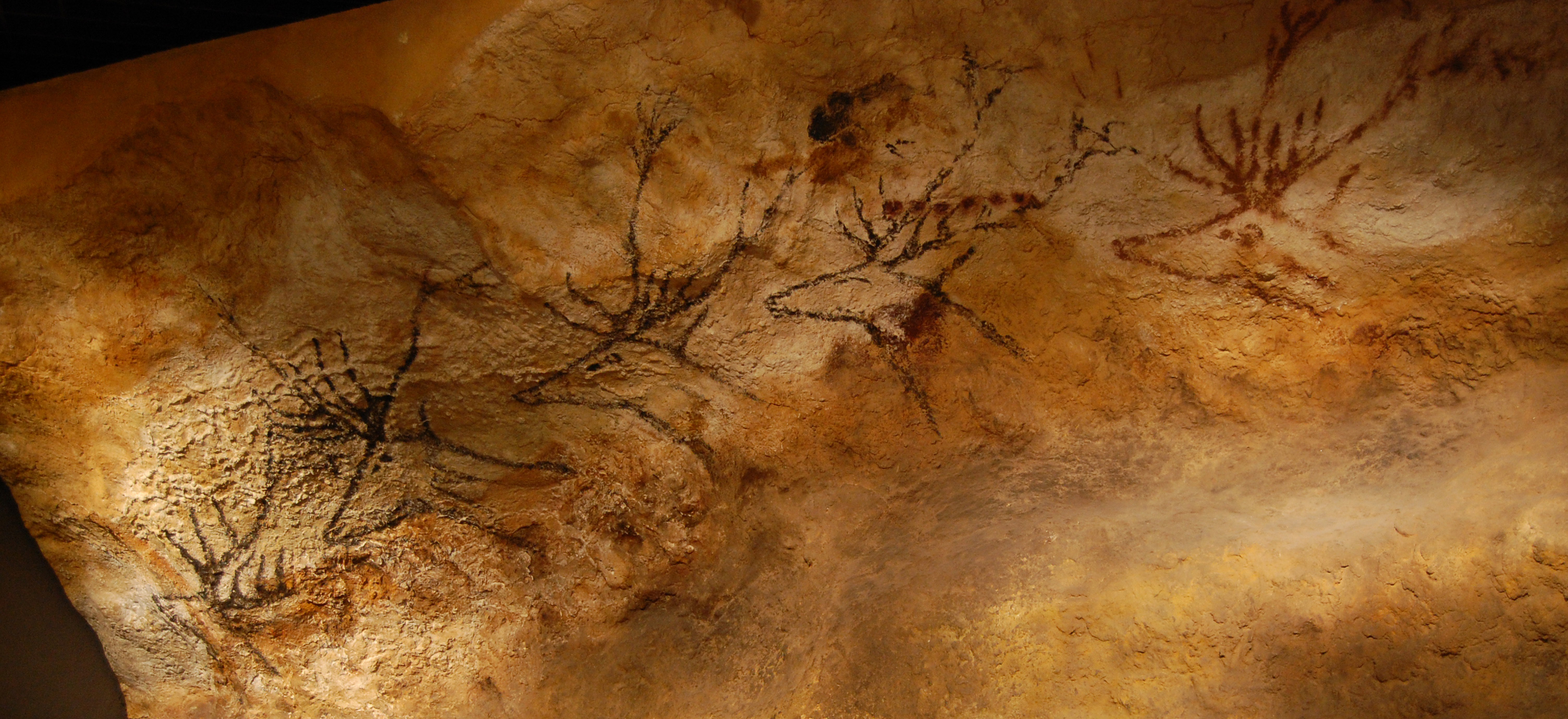
La frise des Cerfs nageant, dans la Nef (نسخة طبق الأصل au Musée d'Aquitaine)
خريطة الكهفخريطة الكهف

## اقرأ أيضا
- صنم شيجير
- الأسد الإنسان
- كهف شوفيه
- كهف ألتميرا
- عصر ما قبل التاريخ
- كهف الماموث
- كهف دي لاس مانوس
- كهف كافيغليوني
- كهف إكاين
- كهف موهلينبيرج
- كهف دي جابيلو